# 宿院町西
宿院町西（しゅくいんちょうにし）は、大阪府堺市堺区にある地名。2024年現在の行政地名は宿院町西一丁から宿院町西四丁。住居表示は実施済。

## 地理
堺区の中央部に位置する。北東は大町西、南東は宿院町東、南西は中之町西、北西は住吉橋町に接する。南東から順に一丁から四丁がある。

### 河川
- 土居川
  - 住吉橋

## 歴史

### 地名の由来
「宿院町」の地名は、現在宿院町東にある住吉大社の御旅所（宿院）に由来すると思われる。

### 沿革
- 1872年（明治5年）、今市町・宿院町浜より宿院町西成立。堺町のうち。
- 1879年（明治12年）、郡区町村編成法施行により、堺区の所属となる。
- 1889年（明治22年）、市制施行により、堺市の所属となる。
- 1959年（昭和34年）、大町西1 - 3丁・宿院町の各一部を編入[7]。
- 2006年（平成18年）、堺市が政令指定都市に移行し、行政区を設置。宿院町西は堺区の所属となる。

## 世帯数と人口
2024年（令和6年）6月30日現在の世帯数と人口は以下の通りである。
| 丁           | 世帯数  | 人口  |
| ------------ | ------- | ----- |
| 宿院町西一丁 | 22世帯  | 24人  |
| 宿院町西二丁 | 35世帯  | 35人  |
| 宿院町西三丁 | 362世帯 | 500人 |
| 宿院町西四丁 | 69世帯  | 88人  |
| 計           | 488世帯 | 647人 |

### 人口の変遷
国勢調査による人口の推移。
| 1995年（平成7年）  | 546人 | [ 8 ]  |  |
| 2000年（平成12年） | 593人 | [ 9 ]  |  |
| 2005年（平成17年） | 626人 | [ 10 ] |  |
| 2010年（平成22年） | 654人 | [ 11 ] |  |
| 2015年（平成27年） | 684人 | [ 12 ] |  |
| 2020年（令和2年）  | 678人 | [ 13 ] |  |

### 世帯数の変遷
国勢調査による世帯数の推移。
| 1995年（平成7年）  | 268世帯 | [ 8 ]  |  |
| 2000年（平成12年） | 325世帯 | [ 9 ]  |  |
| 2005年（平成17年） | 357世帯 | [ 10 ] |  |
| 2010年（平成22年） | 423世帯 | [ 11 ] |  |
| 2015年（平成27年） | 466世帯 | [ 12 ] |  |
| 2020年（令和2年）  | 471世帯 | [ 13 ] |  |

## 学区
市立小・中学校に通う場合、学区は以下の通りとなる。
| 丁           | 番   | 小学校           | 中学校           |
| ------------ | ---- | ---------------- | ---------------- |
| 宿院町西一丁 | 全域 | 堺市立英彰小学校 | 堺市立大浜中学校 |
| 宿院町西二丁 | 全域 | 堺市立英彰小学校 | 堺市立大浜中学校 |
| 宿院町西三丁 | 全域 | 堺市立英彰小学校 | 堺市立大浜中学校 |
| 宿院町西四丁 | 全域 | 堺市立英彰小学校 | 堺市立大浜中学校 |

## 事業所
2021年（令和3年）現在の経済センサス調査による事業所数と従業員数は以下の通りである。
| 丁           | 事業所数 | 従業員数 |
| ------------ | -------- | -------- |
| 宿院町西一丁 | 13事業所 | 199人    |
| 宿院町西二丁 | 8事業所  | 173人    |
| 宿院町西三丁 | 19事業所 | 156人    |
| 宿院町西四丁 | 10事業所 | 74人     |
| 計           | 50事業所 | 602人    |

## 交通

### バス
- 南海バス[16]
  - 21・23・32・33・35・35V・36・36V・131・132系統：宿院 - 川尻

### 道路
- 大道筋（大阪府道197号深井畑山宿院線）
- フェニックス通り（国道26号・大阪府道2号大阪中央環状線）

## 施設
- 堺宿院郵便局
- 千利休屋敷跡
- さかい利晶の杜
- 東光寺

## 郵便
- 郵便番号：590-0958[3]（集配局：堺郵便局[17]）。

## ギャラリー

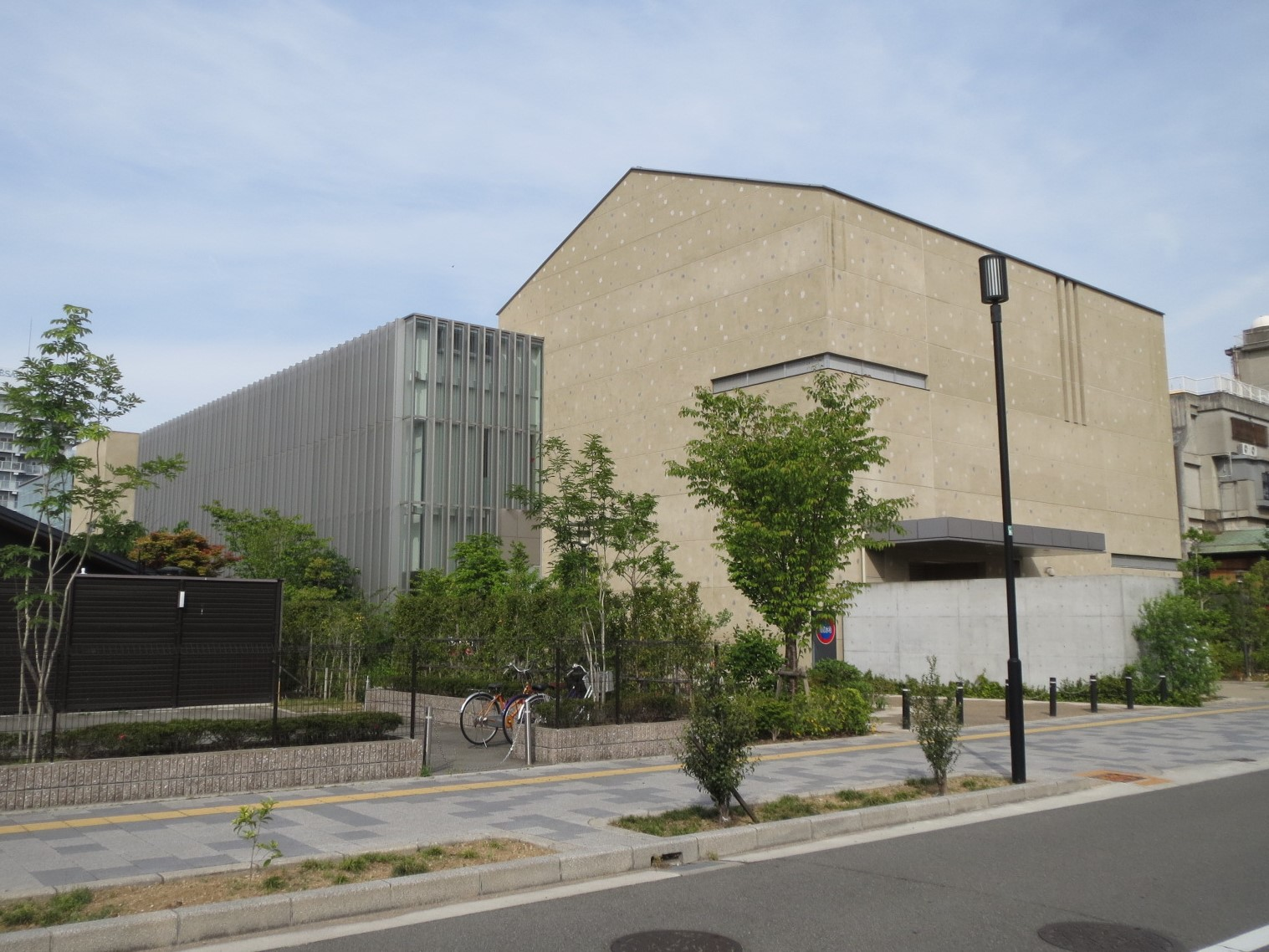
さかい利晶の杜